# Молчанов, Павел Александрович
Павел Александрович Молча́нов (18 февраля 1893, Волосово, Петергофский уезд, Санкт-Петербургская губерния — 1941, Ленинградская область) — русский советский учёный-метеоролог, доктор технических наук, профессор, изобретатель первого в мире радиозонда.

## Биография
Окончил Петербургский университет в 1914 году.
В 1917—1930 годах работал в Главной геофизической обсерватории в Павловске.
С 1931 года — первый заведующий кафедрой аэронавигации Ленинградского института инженеров гражданского воздушного флота.
Изучал возможности применения аэрологических данных для прогноза погоды. Молчановым построены метеорографы, перевозимые зондами и воздушными судами, что совершенствовало экспериментальную технику наблюдения. Изобрел радиозонд, который был запущен впервые 30 января 1930 года. Под именем «271120» он был выпущен в 13:44 по московскому времени в Павловске (СССР) из Главной геофизической обсерватории и достиг высоты 7,8 километра, измерив там температуру (−40,7 °C). Спустя 32 минуты после запуска радиозонд послал первое аэрологическое сообщение для Ленинградского Бюро погоды и Московскому Центральному институту прогнозов погоды.
В июле 1931 года, в рамках программы Международного полярного года, немецкие учёные пригласили его принять участие в экспедиции в Арктику на борту LZ 127 Граф Цеппелин с целью запустить его радиозонды в полярных широтах. Двенадцать зондов были подготовлены для этой цели в Павловске под руководством Молчанова и успешно были запущены, проведя первые аэрологические наблюдения в Арктике. Молчанов также принял участие в запуске первого советского воздушного шара (1933-34).
С 1935 года в Ленинграде было начато серийное производство радиозондов. Они были настолько совершенны в техническом плане, что использовались вплоть до 1958 года без каких-либо существенных изменений, обеспечивая достаточную точность измерений, регулярность и стабильность.
В феврале 1941 года был назначен заведующим кафедрой авиационных приборов Ленинградского авиационного института.
24 августа 1941 года Молчанов был арестован органами НКВД по обвинению по статье 58-1 «а» УК РСФСР. В октябре 1941 года Молчанов был застрелен конвоиром на барже в Ладожском озере при этапировании заключённых ленинградских тюрем из блокадного Ленинграда. На месте захоронения останков погибших в этом этапе между деревнями Судемье и Подрябинье близ Сясьстроя установлен памятный знак.
Одним из продолжателей дела Молчанова, завершивший создание современного облика системы температурно-ветрового зондирования атмосферы, был  советский геофизик Вадим Владимирович Костарев.
Сын Андрей Павлович — доктор физико-математических наук, профессор, профессор кафедры радиофизики физического факультета ЛГУ.

## Память
- В 1983 году в СССР было спущено на воду океанографическое научно-исследовательское судно ледового плавания «Профессор Молчанов».
- В 1975 году в Павловске 3-ю Краснофлотскую улицу переименовали в улицу Профессора Молчанова.
- В честь П. А. Молчанова названа гора в Антарктиде (гора Молчанова, 71°53′ ю.ш., 11°34′ в.д., открыта и нанесена на карту в 1961 году, название присвоено в 1966 году)[6].